# Рошки слап
Рошки слап је водопад на ријеци Крки. Обрушава се у Висовачко језеро на крају кањона Крке.
На почетку, водопад има више малих каскада, а у средини се шири у више рукаваца и острваца. Највећа ширина је 450 м, дужина 650 м, а укупна висинска разлика 25.5 м. Главни водопад, висине 15 м, на крају се обрушава у Висовачко језеро. То је акумулативни водопад, настао акумулацијом травертина.
На слапу се налази истоимена хидроелектрана, изграђена 1910. године.
Водопад је добио име по тврђави Рог.